# Struktura trhu
Struktura trhů definuje typ trhu na základě souhrnu vlastností, které daný trh charakterizují.

## Vlastnosti charakterizující trh
- počet podniků na trhu
- velikost a produkce podniků
- povaha výrobku
- podmínky pro vstup do odvětví a výstup z něj

## Struktury trhu
- Dokonalá konkurence na tomto trhu je mnoho prodávajících a kupujících, kteří nedokáží ovlivnit cenu, jsou tedy jejími příjemci. Z tohoto vyplývá, že cena je pro všechny jednotná a statky jsou buď identické, nebo aspoň hodně podobné. Ve skutečnosti se nevyskytuje, je to pouze teorie.
- Monopol firma, která je jediným prodávajícím daného statku bez blízkých substitutů
- Monopolistická konkurence struktura trhu, na kterém mnoho firem prodává produkty, které jsou podobné, ale nejsou homogenní
- Oligopol struktura trhu, ve které jen málo prodávajících nabízí podobné či zcela identické statky